# Omanaia (fleuve)

Le fleuve Omanaia (en anglais : Omanaia River) est un cours d’eau situé dans la région du Northland dans l’Île du Nord de la Nouvelle-Zélande.

## Géographie
Il s’écoule vers le nord-ouest à partir de la Forêt de Waima, d‘abord comme un torrent puis comme un bras limoneux de Hokianga Harbor. Le centre-ville de Rawene siège à l' endroit , où le fleuve rencontre les eaux principales du mouillage d'Hokianga Harbour.

(en) Land Information New Zealand, « détail emplacement: Omanaia (fleuve) », sur New Zealand Gazetteer